# 三立iNEWS
三立iNEWS（英語：SET iNEWS Channel），為三立電視旗下財經頻道之一，於2011年5月3日開播，是三立電視第五個開播的頻道，姊妹台頻道為三立新聞台。原名三立財經台，2017年6月26日晚間六點更為現名至今。製播內容包括國際時事、財經股匯市報導、深度新聞、娛樂資訊及時事評論⋯等內容。

## 概要

### 三立財經台
- 2011年5月3日，三立財經台開播，部分時段與三立新聞台同步播出（《0900整點新聞》、《早安新鮮聞》、《1600 iNEWS》、《台灣大頭條》）。
- 2012年6月1日中午12點，三立財經台與創意頻道（今三立綜合台）在中華電信MOD上架，三立財經台定頻於第54頻道，創意頻道定頻於第85頻道，兩者都是付費高畫質頻道，此為三立電視首度加入中華電信MOD。[4]
- 2013年1月1日凌晨0點，三立財經台於凱擘和台灣固網系統定頻於第88頻道播出。
- 2013年6月5日凌晨0點，三立財經台於中嘉網路系統定頻於第88頻道播出。
- 2014年11月1日起，高畫質版本「三立財經台HD」開始試播，但僅在威達雲端電訊[5]以高畫質播出。
- 2015年3月9日，三立財經台正式以高畫質播出，第一個播出的節目是《早安新鮮聞》。
- 2016年5月20日，三立財經台正式於YouTube提供24小時網路直播服務。
- 2016年9月4日，三立財經台於北都數位有線電視以高畫質播出。
- 2016年12月26日，三立財經台於「SETN網路直播」提供直播服務，並改為24小時播出。
- 2017年5月19日下午兩點起，在「SETN網路直播」將原先三立商業財經台名稱變更為三立財經新聞台。
- 2017年5月22日，三立財經台節目異動，停播解盤節目《錢滾錢》、《88理財有方》、《88健康有方》、《8點向前衝》等節目，改播《財經整點新聞》，此舉引發觀眾不滿[6][7]。

### 三立iNEWS
- 2017年6月26日18:00，三立財經台更名為《三立iNEWS》。部分時段則會與三立新聞台同步播出。
- 2017年8月中旬起 假日新聞 最下方 跑馬燈 與三立新聞台相同。
- 2017年12月5日於iNEWS晚報起[8]，啟用全新百萬攝影棚並擁有全台最大直立式大電視牆。[9][10]
- 2018年1月三立iNEWS改版，鄭弘儀回歸，節目《鄭知道了》於2018年1月22日開播。
- 2018年1月10日，《iNEWS錢進大頭條》、《iNEWS大世界》和《iNEWS最政新聞》更換新聞片頭。
- 2018年1月22日，停播林楚茵的《iNEWS夜報》，改播鄭弘儀主持的《鄭知道了》。
- 2018年3月1日，台灣大寬頻、凱擘大寬頻升級高畫質播出。
- 2018年5月12日，停播《iStar全球新勢力》、《台灣亮起來》、《新聞深一度》、《360大世界》，改播《鄭知道了》。
- 2018年12月24日，停播《iNEWS錢進大頭條》，改播《iNEWS17NOW新聞》
- 2019年1月21日，停播《iNEWS最政新聞》，改播《iNEWS21知識線》
- 2019年1月25日起，推出『全民金融通』（已停播）。
- 2019年6月2日起，推出『爆賺公社』（已停播）。
- 2019年7月1日起在YouTube網路直播訊號版本右上角台標為「三立iNEWS」。
- 2020年11月23日起，停播《21知識線》，改播王偊菁、呂捷主持的《攔捷新聞》。
- 2020年11月30日起，停止聯播三立新聞台《1600iNEWS》，改播《iNEWS新聞說亮話》
- 2021年1月1日起，三立旗下的南國有線電視將三立財經新聞台移頻至48頻道[11]。
- 2021年3月起，與三立新聞台聯播新聞時段最下方 跑馬燈 和其他iNEWS節目相同。
- 2021年5月3日起，停播《攔捷新聞》，改播《iNEWS整點新聞》。
- 2021年5月26日，NCC委員會議正式通過中嘉數位旗下12家有線電視系統業者及洄瀾、東亞、東台、東播有線電視申請三立iNEWS移頻48頻道案，全台約116.9萬觀眾將可在48頻道收看三立iNEWS，包含先前通過的南國有線市占率約25.7%[12]。
- 2021年7月1日，中嘉數位旗下有線電視系統業者及洄瀾、東亞、東台、東播有線電視，移頻三立iNEWS至第48頻道。
- 2021年7月12日起，停播晚間9點《iNEWS財經夜報》，改播邱沁宜主持的《錢進新世界》。
- 2021年9月13日起，停播晚間6點《iNEWS財經最正晚報》，改播《iNEWS錢進大頭條》；停播晚間8點《iNEWS大世界》，改播《iNEWS財經新聞》
- 2021年10月18日起，停播晚間8點《iNEWS財經新聞》，改播范琪斐主持的《WOW!斐姨所思》
- 2021年12月1日起，停播平日上午9點-12點時段節目，改播《錢進漲停板》。這是繼2017年5月22日後，再度現場直播即時的財經盤面節目，提供台灣股匯市各類財經資訊。
- 2022年1月3日起，停播晚間8點范琪斐主持的《WOW!斐姨所思》，復播《iNEWS大世界》
- 2023年1月3日起，停播晚間9點-11點王志郁主持的《錢進新世界》，改播王志郁主持的《Catch! 大錢潮》（週一至週五晚間9點-10點）
- 2023年1月3日起，停播晚間9點-11點王志郁主持的《錢進新世界》，改播陳斐娟主持的《關(娟)我什麼事》（週一至週五晚間10點-11點）
- 2023年2月17日起，停播《漲升響起來》，改播《iNEWS整點新聞》
- 2023年5月31日，國家通訊傳播委員會正式許可凱擘集團所屬12家有線系統、台固集團所屬5家系統，以及大新店民主、屏南共19家系統經營者共153萬用戶，在有線電視48台上架三立財經台《三立iNEWS》；連同之前已有中嘉等118萬戶48頻道播出《三立iNEWS》財經台，三立財經頻道定頻用戶數達271萬戶，普及率58.7%。[13]
- 2023年6月14日起，停播《鄭知道了》，改播《iNEWS財經夜視界》
- 2023年6月26日起，凱擘集團所屬12家有線系統經營者，移頻三立iNEWS至第48頻道。
- 2023年6月30日起，台固集團所屬5家系統，以及大新店民主、屏南共19家系統經營者，移頻本頻道至第48頻道。
- 2023年11月1日起，天外天數位有線電視移頻本頻道至第48頻道。
- 2024年1月1日起，每週一至週六晚間8點30分改播出《全民i彩券》。[14]
- 2024年5月20日，更新整點新聞時段鏡面並更新全新攝影棚。
- 2024年5月20日，停播《1600iNEWS整點新聞》，1600重播《iNEWS大世界》，1630改播高毓璘主持的《最HOT 5000秒》。
- 2024年5月20日，《iNEWS錢進大頭條》原當家主播高毓璘轉任《最HOT 5000秒》主持人，由張珈瑄接棒iNEWS錢進大頭條，成為第三位三立iNEWS當家主播。
- 2024年5月20日，iNEWS錢進大頭條進行全新改版。
- 2024年7月29日，整點新聞時段鏡面微調。
- 2024年8月12日，停播《最HOT 5000秒》，改播《iNEWS整點新聞》、《iNEWS錢進大頭條》恢復由當家主播高毓璘播報，《iNEWS財經午報》恢復由主播張珈瑄播報。
- 2024年9月2日起平日周一至周五晚間九點播出《關我什麼事》、晚間十一點播出《inews夜視界》。原時段《Catch大錢潮》則改到每周六日晚上9點播出
- 2024年9月16日，整點新聞時段鏡面微調，時間移至左方，左方時間上新增股市走勢，左方股市走勢上方為地點標，股市走勢右方新聞標題微調。

## 現任三立iNEWS人員

### 三立iNEWS 管理層
| 張榮華 | 三立電視董事長    |
| 高明慧 | 三立電視總經理    |
| 白舒樺 | 新聞部副總經理    |
| 陳斐娟 | 三立iNEWS台長     |
| 王志郁 | 三立iNEWS總監     |
| 陳建安 | 三立iNEWS獨立編審 |

## 三立iNEWS主播團隊

### 專任主播
| 高毓璘 | 張珈瑄 | 黃倩萍 | 苑曉琬 |
| 李昕芸 | 廖婕妤 | 夏浩源 | 陳姿利 |

### 兼職主播
| 三立iNEWS 兼職主播 | 三立iNEWS 兼職主播 | 三立iNEWS 兼職主播 | 三立iNEWS 兼職主播 | 三立iNEWS 兼職主播 |
| ------------------ | ------------------ | ------------------ | ------------------ | ------------------ |
| 邱子玲             | 莫祥珍             | 張雅琁             | 黃琇雯             |                    |
| 林嘉倩             | 楊沚豫             | 林芷綺             | 劉至柔             |                    |

#### 特報主播
| 三立iNEWS 特報主播 | 三立iNEWS 特報主播 | 三立iNEWS 特報主播 | 三立iNEWS 特報主播 | 三立iNEWS 特報主播 |
| ------------------ | ------------------ | ------------------ | ------------------ | ------------------ |
| 方昱翔             | 張懷慈             | 易俐廷             |                    |                    |

### 氣象主播
| 三立iNEWS 氣象主播 | 三立iNEWS 氣象主播 | 三立iNEWS 氣象主播 | 三立iNEWS 氣象主播 | 三立iNEWS 氣象主播 |
| ------------------ | ------------------ | ------------------ | ------------------ | ------------------ |
| 陳姿利             | 苑曉琬             | 夏浩源             | 邱子玲             |                    |

## 三立iNEWS 節目主持人
| 主持人                      | 節目名稱              |
| --------------------------- | --------------------- |
| 王志郁                      | Catch! 大錢潮         |
| 陳斐娟                      | 關我什麼事 世界面對面 |
| 張懷慈 陳姿利 黃郁涵        | 吃貨請跟上            |
| 侯建州                      | MIT趨勢先知           |
| 黃倩萍                      | 360大世界 醫點不誇張  |
| 廖婕妤                      | 好宅敲敲門            |
| 張珈瑄                      | 全球新食力            |
| 苑曉琬                      | 台灣新思路            |
| 夏浩源 邱子玲 苑曉琬 李彥慧 | 全民i彩券             |
| 張懷慈 廖婕妤               | 前進關鍵碼            |

## 前任三立iNEWS人員
| 前任三立iNEWS人員 | 前任三立iNEWS人員                                              |
| ----------------- | -------------------------------------------------------------- |
| 劉涵竹            |                                                                |
| 敖國珠            |                                                                |
| 王慧文            |                                                                |
| 李秀利            |                                                                |
| 謝培瑜            |                                                                |
| 蔡韋葶            |                                                                |
| 陳儀潔            |                                                                |
| 陳書賢            |                                                                |
| 呂捷              |                                                                |
| 王偊菁            | 轉任同集團三立新聞台《前進新台灣》主持人                       |
| 范益華            | 現任寰宇新聞台主播                                             |
| 詹璇依            |                                                                |
| 王顯瑜            | 現任鏡電視新聞台《1800晚間新聞》當家主播、《全球聊天室》主持人 |
| 鄧崴              | 轉任同集團三立新聞台主播、《國際特快車》主持人                 |
| 范琪斐            |                                                                |
| 魏文元            |                                                                |
| 丁士芬            | 現任東森財經新聞台主播、《股動錢潮》主持人                     |
| 周瑜茹            | 現任鏡電視新聞台《早安進行式》主播、氣象主播                   |
| 朱培滋            | 轉任同集團三立新聞台主播                                       |
| 張瓊方            |                                                                |
| 蔡佳珍            |                                                                |

## 已停播節目

### 新聞類節目
- 1800財經新聞網（曾於假日時段播出）
- 三立晚間新聞（與三立台灣台同步播出）
- 新聞54珊（與三立新聞台同步播出）
- 三立全球財經
- 三立財經夜線
- 8點向前衝（2017年5月22日停播）
- 財經大頭條（晚間新聞時段，2017年6月23日停播）
- 財經整點新聞（2017年6月26日停播）
- 台灣大頭條（與三立新聞台同步播出）
- iNEWS夜報（2018年1月19日停播）
- 假日1100iNEWS整點新聞 (2018年8月18日停播)
- 1100iNEWS國會風雲
- 1700iNEWS整點新聞 (2018年12月23日停播)
- 1700iNEWS錢進大頭條 (2018年12月24日停播)
- 2100iNEWS最政新聞 (2019年1月18日停播)
- 21知識線（2020年11月20日停播）
- iNEWS財經夜報 (2021年7月12日停播)
- 財經最正晚報 (2021年9月13日停播)
- 2000iNEWS財經新聞 (2021年10月18日停播)
- 1700財經NOW新聞 (2022年1月3日停播)

### 財經類節目
- 賺錢尚好
- 財富長城
- 能量新思維
- 股市聖手
- 深潛戰略
- 東方大錢潮
- 關鍵下一秒
- 台股鑫攻略
- 一世賺大錢（2013年4月7日停播）
- 富郁向錢衝
- 88菁英會
- 時間密碼日
- 快樂向前行
- 華爾街大師
- 期海論壇
- 大勝先機
- 股海大贏家
- 超級大贏家
- 飆股期績
- 錢滾錢（解盤節目，2017年5月22日停播）
- 未來事件簿（2017年6月30日停播）
- 88理財有方（2017年5月6日停播）
- 全民金融通（2019年5月3日停播）
- 錢進新世界（2023年1月3日停播）
- 錢進鑫台股（2023年2月3日停播）
- 漲升響起來（2023年2月17日停播）
- 理財大亨 （2023年5月31日停播）
- 股市權威 （2023年7月31日停播）
- 漲跌密碼 （2023年8月31日停播）
- 神準贏家 （2023年12月29日停播）
- 五福臨門 （2023年12月29日停播）
- 股市豐神榜 （2023年12月29日停播）
- 超越巔峰 （2023年12月29日停播）
- 旻天賺大錢 （2024年10月1日停播）
- 股票王（2025年1月23日停播，2025年2月3日复播，後更名台股大贏家，再後來停播）
- 飙股急先鋒（2025年1月23日停播，2025年3月31日再次停播）

### 談話性節目
- 養生我知道
- 科技新聞線
- 台灣好所在
- Tonight SET個讚
- 88健康有方（改由三立台灣台播出）
- 攔捷新聞
- WOW!斐姨所思
- 鄭知道了
- 鄭知道了 週末版
- 最HOT 5000秒（2024年8月12日停播）

### 知性類節目
- 我們一家人
- 食尚生活家
- 玩客瘋高雄
- i-Life（節目名稱更名為360大世界）
- 超時空X檔案
- 88樂活趣（2016年12月停播）
- 生活鑫鮮事（2015年11月14日停播）
- 聰明過生活

### 特別節目
- 2016高雄愛Sharing夢時代跨年晚會（僅於2015年12月31日播出）

## 外部連結
- 三立iNEWS的Facebook專頁（繁體中文）
- YouTube上的三立iNEWS頻道（繁體中文）
- 三立iNEWS新聞台直播│Live線上直播│三立新聞網 SETN.COM （页面存档备份，存于）
- 三立新聞網 SETN.com（页面存档备份，存于）（繁體中文）
- 504 三立財經新聞台 - 中華電信 MOD 網站 （页面存档备份，存于）（繁體中文）